# Wenn die Liebe nicht wär
Singles de Mireille Mathieu
Santa Maria
(1978) Zuhause wartet Natascha
(1979)
Pistes de So ein schöner Abend
Die gute alte Zeit Der Wein aus Saloniki
Wenn die Liebe nicht wär est une chanson allemande interprétée par la chanteuse française Mireille Mathieu et publiée en 1979 en Allemagne par la maison de disques Ariola.

## Crédits du 45 tours
Mireille est accompagnée par :
- le grand orchestre de Christian Bruhn pour Wenn die Liebe nicht wär et Niemand ist gern allein[1].

La photo de la pochette est de Norman Parkinson.

## Reprises
Cette chanson est la version allemande d'un titre du chanteur louisianais Zachary Richard, Travailler c'est trop dur, datant de 1977. Cette chanson sera reprise ensuite par Julien Clerc l'année 1978.

## Principaux supports discographiques
La chanson se retrouve pour la première fois sur le 45 tours du même nom paru en 1979 en Allemagne avec cette chanson en face A et la chanson "Niemand ist gern allein. La chanson se retrouve ensuite sur l'album allemand de 1979, So ein schöner Abend. 